# Große Synagoge (Radywyliw)

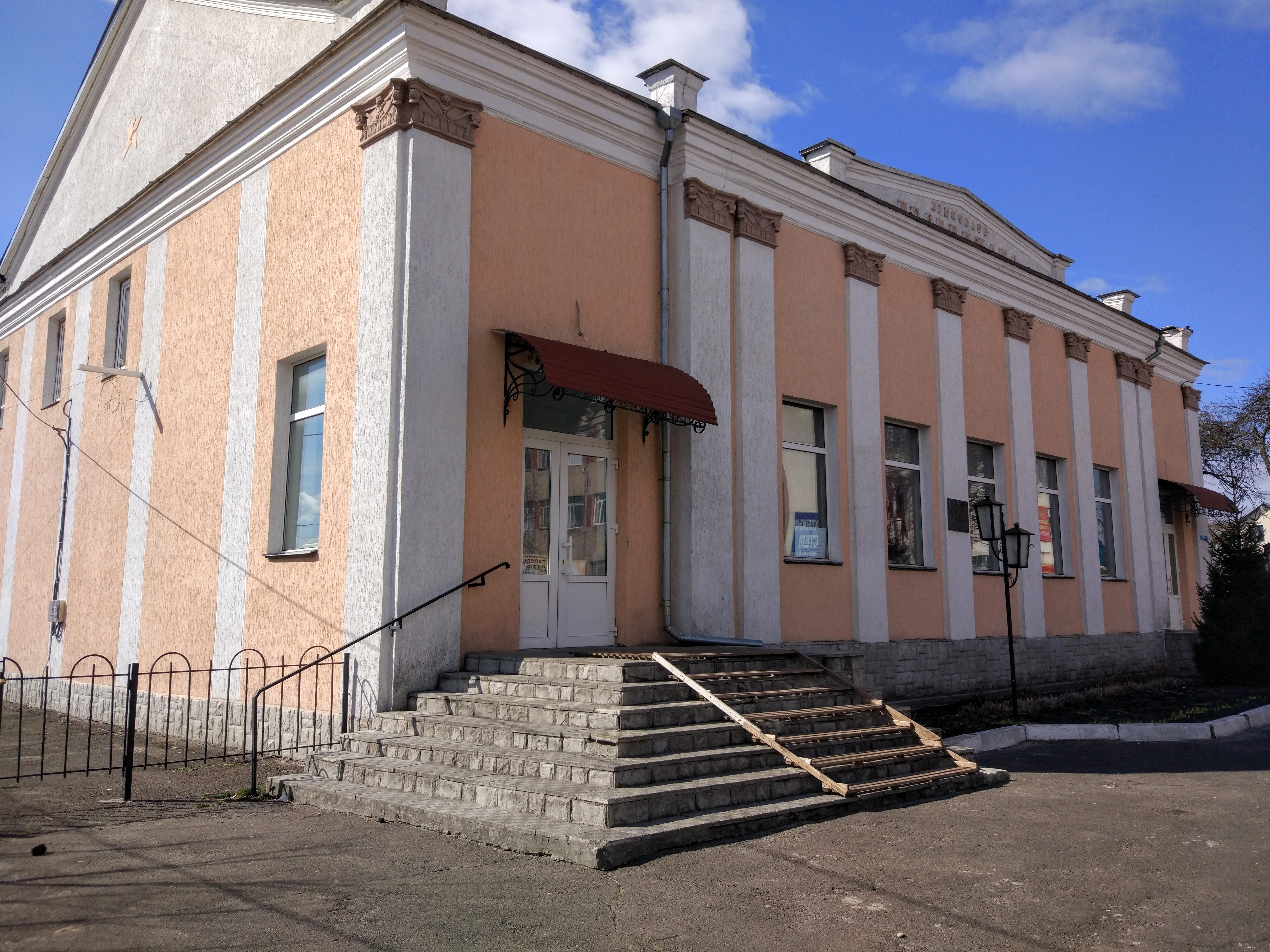
Ehemalige Synagoge im Jahr 2019

Die Große Synagoge in Radywyliw, einer Stadt in der ukrainischen Oblast Riwne, wurde zwischen 1931 und 1933 erbaut. Das Gebäude wird heute als Kino genutzt.

## Geschichte
Eine erste, hölzerne Synagoge wurde zu Beginn des 19. Jahrhunderts in Radywyliw erbaut. Diese wurde zu Beginn des 20. Jahrhunderts umfangreich renoviert. Im Ersten Weltkrieg wurde sie auf Befehl eines österreichischen Offiziers zerstört.
Mit dem Bau einer neuen steinernen Synagoge wurde 1931 begonnen, diese wurde 1933 fertiggestellt. Im Zweiten Weltkrieg wurde sie stark beschädigt. Die Ruine wurde 1959 zu einem Kino umgebaut.

## Architektur
Aus den wenigen Jahren, in denen die Synagoge bestand, sind keine Bilder oder Beschreibungen bekannt. Üblicherweise sind Synagogen entlang der Ost-West-Achse orientiert, während das Gebäude jetzt in Nord-Süd-Richtung ausgerichtet ist. Der Stil entspricht dem Neoklassizismus der Architektur der Stalinzeit.
Eine Gedenkplatte an der (östlichen) Straßenseite erinnert an die ehemalige Synagoge und das Schicksal der jüdischen Bevölkerung.